# Clifford Geertz
Clifford James Geertz (/ˈɡɜːrts/Sablon:IPAc-en) (San Francisco, Kalifornia, 1926. augusztus 23. – Philadelphia, Pennsylvania, 2006. október 30.) amerikai antropológus, elsősorban a szimbolikus antropológia gyakorlatközpontú szemléletének kidolgozásáról ismert. Három évtizeden keresztül őt tekintették a legbefolyásosabb kulturális antropológusnak az Egyesült Államokban. Egészen haláláig tanított a Princetoni Egyetemen mint az Institute for Advanced Study nyugalmazott professzora.

## Életútja
A második világháborúban a haditengerészetnél szolgált (1943–45). A B.A. fokozatát filozófiából szerezte az Antioch College-ban 1950-ben. Ezt követően a Harvard Egyetem társadalmi kapcsolatok szakán tanult, diplomáját 1956-ban szerezte meg. A Talcott Parsons által vezetett interdiszciplináris programon Geertz Parsons és Clyde Kluckhohn személyes tanítványa volt.
Geertz az antropológusi képzettség birtokában első hosszú távú terepmunkáját feleségével, Hildreddel együtt Jáva szigetén végezte, az MIT és a Ford Alapítvány finanszírozta. Két és fél évig tanulmányozta a vallási életet egy kisvárosban, eközben egy vasúti munkás családjánál lakott.
Disszertációja befejezése után visszatért Balira és Szumátrára. Doktori fokozatát 1956-ban szerezte Vallás Modjokutoban: tanulmány egy komplex társadalom vallási rítusairól. (Religion in Modjokuto: A Study of Ritual Belief In A Complex Society) című értekezésével.

## Magyarul
- Minden magyar nyelvű kiadvány
- Az értelmezés hatalma. Antropológiai írások; vál., összeáll. Niedermüller Péter, ford. Andor Eszter et al.; Századvég, Bp., 1994 (Századvég könyvtár. Antropológia), 2. jav. kiad.; Osiris, Bp., 2001 (Osiris könyvtár. Antropológia)

## Fordítás
- Ez a szócikk részben vagy egészben  a   Clifford Geertz című angol Wikipédia-szócikk ezen változatának fordításán alapul.  Az eredeti cikk szerkesztőit annak laptörténete sorolja fel. Ez a jelzés csupán a megfogalmazás eredetét és a szerzői jogokat jelzi, nem szolgál a cikkben szereplő információk forrásmegjelöléseként.